# راكيش شاريثا
راكيش شاريثا (14 يناير 1977 - ) هو لاعب كرة قدم نيبالي في مركز الدفاع. شارك مع منتخب نيبال لكرة القدم. أما مع النوادي، فقد لعب مع Nepal Police Club ‏.

## وصلات خارجية
- راكيش شاريثا على موقع قاعدة بيانات كرة القدم.إي يو (الإنجليزية)
- راكيش شاريثا على موقع ناشيونال فوتبول تيمز (الإنجليزية)
- راكيش شاريثا على موقع Soccerway.com (الإنجليزية)